# Phyllodesma americana
Phyllodesma americana là một loài bướm đêm thuộc họ Lasiocampidae. Nó được tìm thấy ở Nova Scotia to Georgia, phía tây through Texas to California, phía bắc đến British Columbia và Yukon.
Sải cánh dài 29–49 mm. Con trưởng thành bay từ tháng 3 đến tháng 9 làm hai đợt in the south. Ở miền đông Ontario, Cá thể trưởng thành mọc cánh từ tháng 5 đến tháng 7. The flight season in Ohio is từ tháng 4 đến tháng 8. Có một lứa một năm in phần phía bắc của the range.
Ấu trùng ăn lá các loài Alnus, Betula, Quercus, Populus, Salix, Ceanothus velutinus, Chrysolepis chrysophylla và Rosoideae.

## Phân loài
- Phyllodesma americana rockiesensis
- Phyllodesma americana borealis
- Phyllodesma americana alascensis
- Phyllodesma americana californica
- Phyllodesma americana dyari
- Phyllodesma americana celsivolans